# Рейнагл, Филипп
Филипп Рейнагл (англ. Philip Reinagle; 1749 — 27 ноября 1833, Лондон) — английский придворный художник-анималист, пейзажист, портретист. Член Королевской Академии художеств.

## Биография

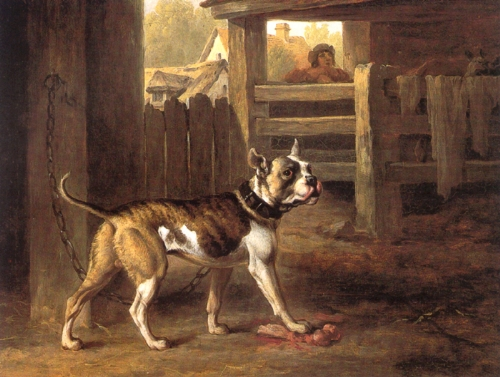
Староанглийский бульдог на картине Филипа Рейнагла, 1790

Сын венгерских музыкантов, поселившихся в Эдинбурге.
Происходил из династии, давшей миру двенадцать художников. Его отец прибыл в Шотландию вместе с юным претендентом на трон в 1745 году.
С 1769 обучался в школе при Королевской Академии художеств, позже стал учеником шотландского художника Аллана Рэмзи, которому помогал в создании многих портретов короля Георга III и королевы Шарлотты.
Впервые представил свои картины в Королевской Академии в 1773 году. До 1785 года писал преимущественно портреты, после чего отошел от портретной живописи, и стал создавать картины с изображением животных .

## Творчество
Филипп Рейнагл стал самым известным спортивным художником своего времени, и его изображения животных, особенно, собак имеют большое значение для понимания их истории до сих пор. Считается, что целью художника была точность изображения, а не желание монаршего повелителя. Его картинам свойственно движение, часто отсутствующее в картинах других авторов. В мире любителей собак Рейнагл запомнился серией картин, с которых потом Джон Скотт (1774—1827) сделал гравюры для книга Уильяма Теплина «Кабинет спортсмена», вышедшей в 1803—1804 годах и ставшей третьей книгой о собаках на английском языке.
Он стал очень успешным в трактовке поведения и изображении спортивных собак, особенно спаниелей, птиц и др.
В 1787 году на выставке в академии, выставил ряд пейзажей. В 1787 году был избран ассоциированным членом Королевской Академии, но до 1812 так и не стал академиком. В 1812 для присвоения звания академика представил картину «An Eagle and a Vulture disputing with a Hyaena». Часто выставлялся в Британском институте изобразительного искусства.
Филипп Рейнагл — автор удачных копий с картин художников золотого века голландской живописи, например, П. Поттера, Рёйсдала, Н. Берхема, М. Хоббема, Ф. Вауэрмана, А. Вельде, К. Дюжардела и др. Его репродукции с пейзажами и изображениями пасущегося скота, часто выдавали за оригиналы.
Несколько картин художника хранится сейчас в Музее Виктории и Альберта.
Сын — художник Ремси Ричард Рейнагл.

## Галерея
|  |  |  |  |  |  |